# Grand Prix de Denain 1997
Il Grand Prix de Denain 1997, trentanovesima edizione della corsa e valida come evento UCI categoria 1.4, si svolse il 24 aprile 1997 su un percorso totale di circa 189 km. Fu vinto dal belga Ludo Dierckxsens che terminò la gara in 4h14'41", alla media di 44,52 km/h.

## Ordine d'arrivo (Top 10)
| Pos. | Corridore          | Squadra         | Tempo    |
| ---- | ------------------ | --------------- | -------- |
| 1    | Ludo Dierckxsens   | Tönissteiner    | 4h14'41" |
| 2    | Henk Vogels        | GAN             | s.t.     |
| 3    | Stuart O'Grady     | GAN             | s.t.     |
| 4    | Davide Casarotto   | Scrigno-Gaerne  | s.t.     |
| 5    | Rolf Järmann       | Casino          | s.t.     |
| 6    | Frédéric Moncassin | GAN             | a 16"    |
| 7    | Jaan Kirsipuu      | Casino          | s.t.     |
| 8    | Marcel Wüst        | Festina-Lotus   | s.t.     |
| 9    | Piotr Wadecki      | Mroz            | s.t.     |
| 10   | Damien Nazon       | Franç. des Jeux | s.t.     |